# Bambang (Wajak)
Bambang is een bestuurslaag in het regentschap Malang van de provincie Oost-Java, Indonesië. Bambang telt 3788 inwoners (volkstelling 2010).